# Open Tarragona Costa Daurada 2009
L'Open Tarragona Costa Daurada 2009 è stato un torneo professionistico di tennis maschile giocato sulla terra rossa, che facevano parte dell'ATP Challenger Tour 2009. Si è giocato a Tarragona in Spagna dal 5 all'11 ottobre 2009.

## Partecipanti

### Teste di serie
| Nazionalità | Giocatore            | Ranking* | Testa di serie |
| ----------- | -------------------- | -------- | -------------- |
| Australia   | Peter Luczak         | 69       | 1              |
| Spagna      | Óscar Hernández      | 72       | 2              |
| Spagna      | Marcel Granollers    | 79       | 3              |
| Spagna      | Alberto Martín       | 98       | 4              |
| Italia      | Paolo Lorenzi        | 106      | 5              |
| Spagna      | Daniel Gimeno Traver | 112      | 6              |
| Rep. Ceca   | Jan Hájek            | 114      | 7              |
| Algeria     | Lamine Ouahab        | 124      | 8              |

- Ranking al 28 settembre 2009.

### Altri partecipanti
Giocatori che hanno ricevuto una wild card:
- Arnau Brugués-Davi
- Iñigo Cervantes-Huegun
- Sergio Gutiérrez-Ferrol
- David Valeriano

Giocatori passati dalle qualificazioni:
- Alberto Brizzi
- Marc Fornell-Mestres
- Philipp Oswald (Lucky Loser)
- Albert Ramos Viñolas
- Guillaume Rufin

## Campioni

### Singolare
Daniel Gimeno Traver ha battuto in finale   Paolo Lorenzi con il punteggio di 6–4, 6–0

### Doppio
Tomasz Bednarek /  Mateusz Kowalczyk hanno battuto in finale  Flavio Cipolla /  Alessandro Motti con il punteggio di 6–1, 6–1